# Inukami!
Inukami! (いぬかみっ！, lit. Gos diví!) és una serie de 17 volums de novel·la lleugera realitzada per Mamizu Arisawa per a la revista Dengeki hp, de l'editorial Media Works.
Basades en les novel·les s'ha publicat un manga escrit pel mateix Mamizu Arisawa i dibuixat per Mari Matsuzawa, i un anime de 26 episodis produït per l'estudi Seven Arcs i emès en Japó durant l'any 2006. També, l'estudi Seven Arcs portà a la pantalla gran una pel·lícula animada en abril de 2007.

## Argument
Els inukami són éssers sobrenaturals que de la seua original forma canina poden transformar-se en humans. Sotmetent-se als seus amos, els membres del clan Kawahira de Inukami Tsukai, la seua missió és protegir els humans d'altres esperits malignes fent valdre el seu lema Haja Kenshō (破邪顕正, Destruir el mal, propagar la justícia).
El jove Keita és un membre del clan Kawahira que no aconseguí trobar a cap inukami al que controlar, i per això fou desemparat pel clan. I fou així fins que un dia es creua en el seu destí una peculiar inukami dita Iōko (qui realment no és una inukami normal, ja que la seua veritable forma no és la d'un gos sinó una rabosa), que li ha demanat als membres del clan Kawahira convertir-se en la inukami de Keita.

## Terminologia
- Inukami (犬神, Gos diví): Esperits bondadosos que existeixen per a protegir la humanitat. El seu lema és Haja Kenshō, Destruir el mal, propagar la justícia. Viuen en les muntanyes fins que segellen un contracte amb un Inukami Tsukai lliurant-se ambdós un objecte per a exemplificar eixa unió, i d'aquí ixen a lluitar.
- Inukami Tsukai (犬神使い, Mestre de Gossos divís): Són els mestres dels inukami pertanyents al clan Kawahira. Lluiten al costat d'ells contra el mal des que el fundador del clan Kawahira ajudà als inukami a recuperar la seua muntanya que havia estat conquistada per esperits malignes.

Tècniques Especials: 
- Jaen (蛇焰, Flama serpentejant): Un esclat, usada per Yōko i Dai Yōko.
- Dai Jaen (大蛇焰, Gran flama serpentejant): Un esclat més poderós que el Jaen. Usada per Yōko i Dai Yōko.
- Shukuchi (縮地, Translació): Mou un objecte d'un lloc a altre. Usada per Yōko i Dai Yōko.
- Haja Kekkai Ishiki Kogetsubaku (破邪結界 一式 弧月縛, Barrera de destrucció del Mal Núm. 1 - Lligament de lluna creixent): Barrera que no deixa eixir a l'exterior a tot el que hi ha dins d'ella. Usada per Youko.
- Haja Kekkai Nishiki Shikokuchū (破邪结界 二式 紫刻柱, Barrera de destrucció del Mal Núm. 2 - Pilar d'ametista gravada): Barrera que protegeix al llançador fent créixer uns pilars d'ametista. Usada pels inukami.
- Haja Kekkai Ōgi Kekkai) (破邪結界 軍扇結界, Barrera de destrucció del mal - Barrera de Ventall):
- Haja Sōkō Tomohane Special (破邪走光 ともはねSPECIAL, Raig de destrucció del Mal - Especial de Tomohane): Encís usat per Tomohane que li serveix per a rastrejar i saber on està algú.
- Haja Sōkō Tayune Totsugeki (破邪走光 たゆね突撃, Raig de destrucció del Mal - Atac de Tayune): Encís que usa Tayune en el qual apareix una aura groga al seu al voltant i augmenta la seua força.
- Haja Sōkō Kurenai (破邪走光 紅, Raig de destrucció del Mal - Carmesí): Raig ofensiu que pot usar entre diversos inukami per a augmentar el seu poder. Usat per les inukami de Kaoru.
- Haja Sōkō Rengoku (破邪走光 煉獄, Raig de destrucció del Mal - Purgatori): Raig ofensiu que ha de ser usat entre diversos inukami, és una tècnica de gran poder. Usat pels inukami.
- Sekidō no Chi (赤道之血, Sang de l'equador, ve): Raig ofensiu de to rogenc. Usat per Sekidōsai.
- Dai Sekka (大石化, Gran Petrificació): Converteix en piedra a tots els que li rodegen. Usat per Dai Yōko.

### Protagonistes
Yōko (ようこ)
Yōko és la inukami que un dia decidí que volia servir a *Keita. A diferència de la resta d'inukamis no respecta la seua Inukami Tsukai, maltractant-li constantment i no deixant que vaja amb xiques humanes, ja que ella aquesta profundament enamorada d'ell. Iōko a pesar de ser bona, és una xica bastant egoista i d'empipament fàcil, a més de ser bastant poc donada a fer bé les tasques domèstiques, la qual cosa irrita sempre al protagonista. Sent una profunda aversió cap als gossos, i la raó, que es descobrix avançada la sèrie, és que és la filla d'un llegendari dimoni amb forma de rabosa (Kitsune) que el clan Kawahira manté tancat. Seiyū: Yui Horie.
Tècniques usades: Jaen, Dai Jaen, Shukuchi, Kogetsubaku.
Keita Kawahira (川平啓太)
Keita Kawahira és membre del clan de Inukami Tsukai. És un jove vivaç, molt tenaç i sobretot pervertit, però gens fora del normal a diferència del que la resta pensa d'ell. Conviu amb la seua inukami Iōko i per desgràcia aquesta li fa la vida impossible en comptes del que ell esperava. A diferència de la resta de pactes entre inukamis i els seus mestres, Keita va ser obligat per Iōko a convertir-se en el seu joguet i a fer tot el que ella volguera, sent el collaret de gos que duu en el coll el senyal de la seua submissió. Cada vegada que desobeeix a Iōko aquesta li castiga de diverses maneres, com deixar-li nu en el carrer pel que sovint acaba a la presó per exhibicionisme. Al principi totes les inukami del seu primer Kaoru li temen per pervertit i li consideren idiota, però acaba fent-se un espai en el cor de totes. Seiyū: Jun Fukuyama.
Com tots els membres del clan Kawahira, diu una frase a l'anar a usar una tècnica d'atac: "En el nom del sobirà de Hakusan (白山, Mont Blanc), granota, destruïx a l'enemic".